# Ross Murdoch
Ross Murdoch (Reino Unido, 14 de enero de 1994) es un nadador británico especializado en pruebas de estilo braza media y corta distancia, donde consiguió ser medallista de bronce mundial en 2015 en los 100 metros.

## Carrera deportiva
En el Campeonato Mundial de Natación de 2015 celebrado en Kazán ganó la medalla de bronce en los 100 metros estilo braza, con un tiempo de 59.09 segundos, tras su compatriota Adam Peaty (oro con 58.52 s) y el sudafricano Cameron van der Burgh (plata con 58.62 segundos).
Estudió el máster en Gestión Deportiva en la Universidad de Stirling.